# Trefusia magna
Trefusia magna är en rundmaskart som beskrevs av Nikolai Nikolaievich Filipjev 1946. Trefusia magna ingår i släktet Trefusia och familjen Trefusiidae. Inga underarter finns listade i Catalogue of Life.